# گورهای توده سنگی کوهنارو
گورهای توده سنگی کوهنارو مربوط به دوره اشکانیان - دوره ساسانیان است و در شهرستان استهبان، بخش رونیز، دهستان خیر، روستای ماهفرخان، کیلومتری ۲ جاده ماهفرخان به نی‌ریز، سمت راست جاده واقع شده و این اثر در تاریخ ۲۷ بهمن ۱۳۸۷ با شمارهٔ ثبت ۲۴۷۲۴ به‌عنوان یکی از آثار ملی ایران به ثبت رسیده‌است.